# Gens Fabia

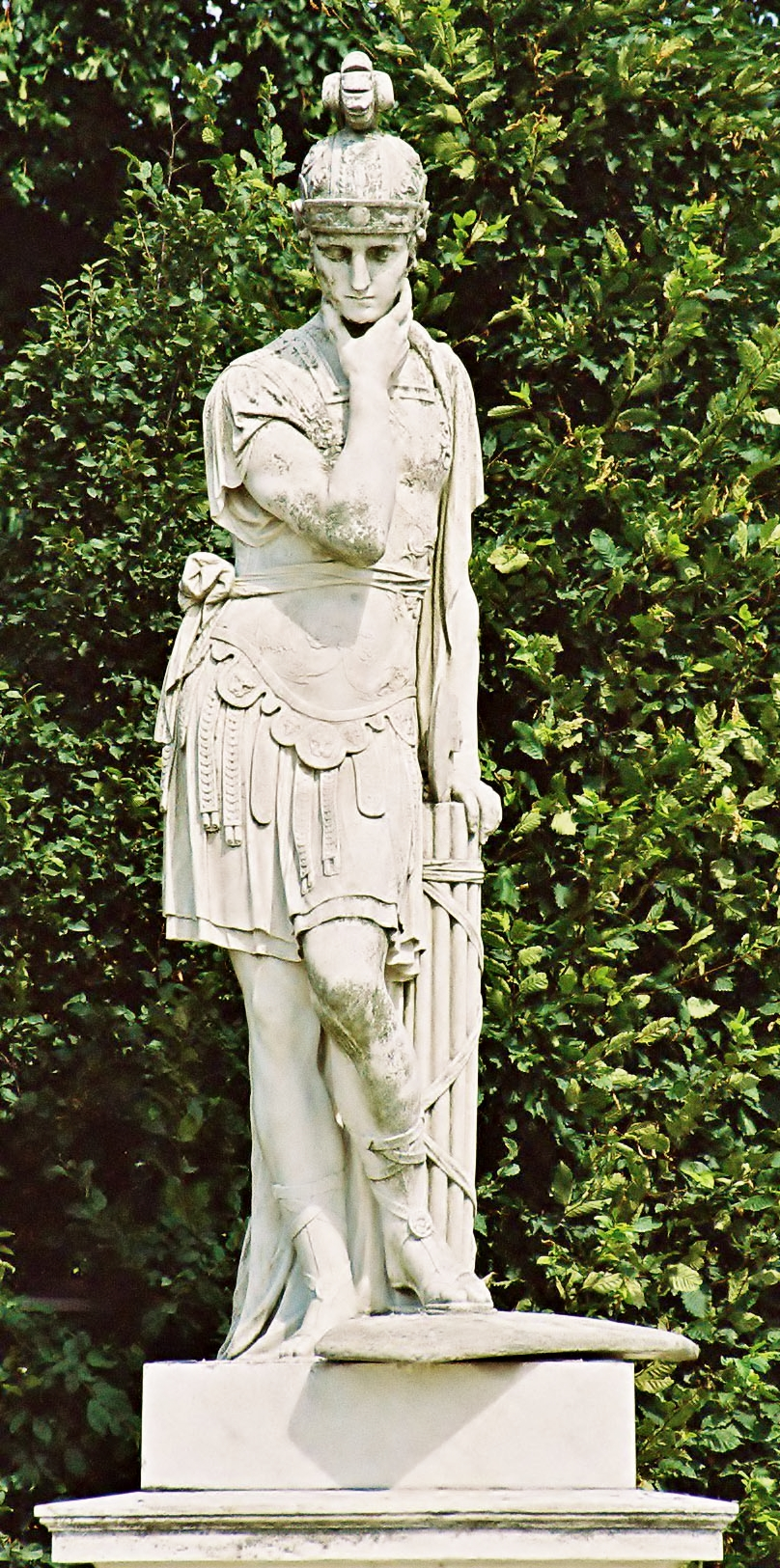
Estatua de Quinto Fabio Máximo Verrucoso. Jardines de Schönbrunn, Viena

La gens Fabia fue un conjunto de familias de la Antigua Roma que compartían el nomen Fabio. Durante la República temprana la rama patricia representó un papel prominente cuando tres hermanos estuvieron investidos con siete consulados sucesivos, de 485 a 479 a. C., cimentando así la alta reputación de su familia. La gens derivó su mayor lustre del valor patriótico y destino trágico de los trescientos seis Fabios en la batalla de Crémera de 477 a. C. Además de distinguidos guerreros, varios miembros de la gens destacaron también en la historia de la literatura y las artes romanas.
Junto con otras gentes, las ramas patricias de los Fabios formaban un grupo aristocrático dentro del patriciado llamado gentes maiores.

## Antecedentes
Generalmente se cree que la familia se cuenta entre las gentes maiores, las más prominentes de las casas patricias de Roma, junto con los Emilios, Claudios, Cornelios, Manlios y Valerios; pero ninguna lista de este género ha sobrevivido e incluso el número de familias así designadas es un misterio completo. Hasta 480 a. C., los Fabios era firmes seguidores de las políticas aristocráticas que favorecían a los patricios y al Senado contra la plebe. Sin embargo, después de una gran batalla de ese año contra los veyentes, en la que la victoria fue conseguida gracias a la cooperación entre los generales y sus soldados, los Fabios se alinearon con el pueblo. Durante la historia de la República, fueron frecuentemente aliados de otras familias prominentes contra los Claudios, los más orgullosos y aristocráticos de todas las gentes romanas y los campeones del orden establecido.
Vibulano era un cognomen de la gens Fabia. Su influencia era tan grande en los primeros tiempos de la República que tres hermanos de la familia ejercieron el consulado durante siete años sucesivos, (485-479 a. C.). El último integrante de la gens que lleva este cognomen fue Quinto Fabio Vibulano, cónsul en el 412 a. C. Este Vibulano asumió el de Ambusto; y sus descendientes abandonaron el Vibulano y tomaron el de Ambusto en su lugar. De la misma manera Ambusto fue, después de un tiempo, reemplazado por el de Máximo.
La leyenda más famosa de los Fabios afirma que, después del último de los siete consulados consecutivos, en 479 a. C., la gens emprendió la guerra contra Veyes como una obligación privada. Una milicia de más de trescientos hombres de la gens, junto con sus amigos y clientes —un total de unos cuatro mil hombres—, se levantó en armas y se estacionó en un cerro por encima del Crémera, un pequeño río entre Roma y Veyes. Se dice que la causa de esta secesión fue la enemistad entre los Fabios y los patricios, quienes les consideraban traidores por defender las causas de los plebeyos. La milicia Fabia permaneció en su campamento del Crémera dos años, oponiéndose exitosamente a los veyentes, hasta que por último fueron engañados en una emboscada y destruidos.
Se dice que trescientos seis de los Fabios en edad de luchar perecieron en el desastre quedando sólo un superviviente para regresar a casa. Según algunos relatos, fue el único superviviente de toda la gens, pero parece improbable que el campamento de los Fabios incluyera no sólo a todos los hombres, sino también a las mujeres y a los niños de todos los familiares. Ellos y los mayores de la gens probablemente quedarían en Roma. El día en que perecieron los Fabios fue recordado para siempre, ya que fue el mismo día en que los galos derrotaron al ejército romano en la batalla de Alia en 390 a. C. Fue el día decimoquinto antes de las calendas de sextilis, o 18 de julio según el calendario moderno.
El nombre de los Fabios estuvo asociado con uno de los dos colegios de lupercos, los sacerdotes que llevaban los ritos sagrados del festival religioso antiguo de las Lupercales. El otro colegio llevó el nombre de quintilios, sugiriendo ello que en tiempos más tempranos estas dos gentes supervisaban estos ritos como sacro gentilicum, así como los Pinarios y Poticios mantenían la adoración de Hércules. Tales ritos sagrados fueron gradualmente transferidos al estado o abiertos al pueblo romano; una leyenda bien conocida atribuyó la destrucción de los Poticios al abandono de su oficio religioso. En tiempos más tardíos, el privilegio de las Lupercalia cesó de limitarse a los Fabios y a los Quintilios.
Una de las treinta y cinco tribus con derecho a voto en que se dividió el pueblo romano fue llamada Fabia; varias tribus más fueron nombradas según las gentes importantes, incluyendo las tribus Emilia, Claudia, Cornelia, Papiria, Publilia, Sergia y Veturia. Muchas de las otras parecen haber sido nombradas según familias menores.

## Origen de la gens

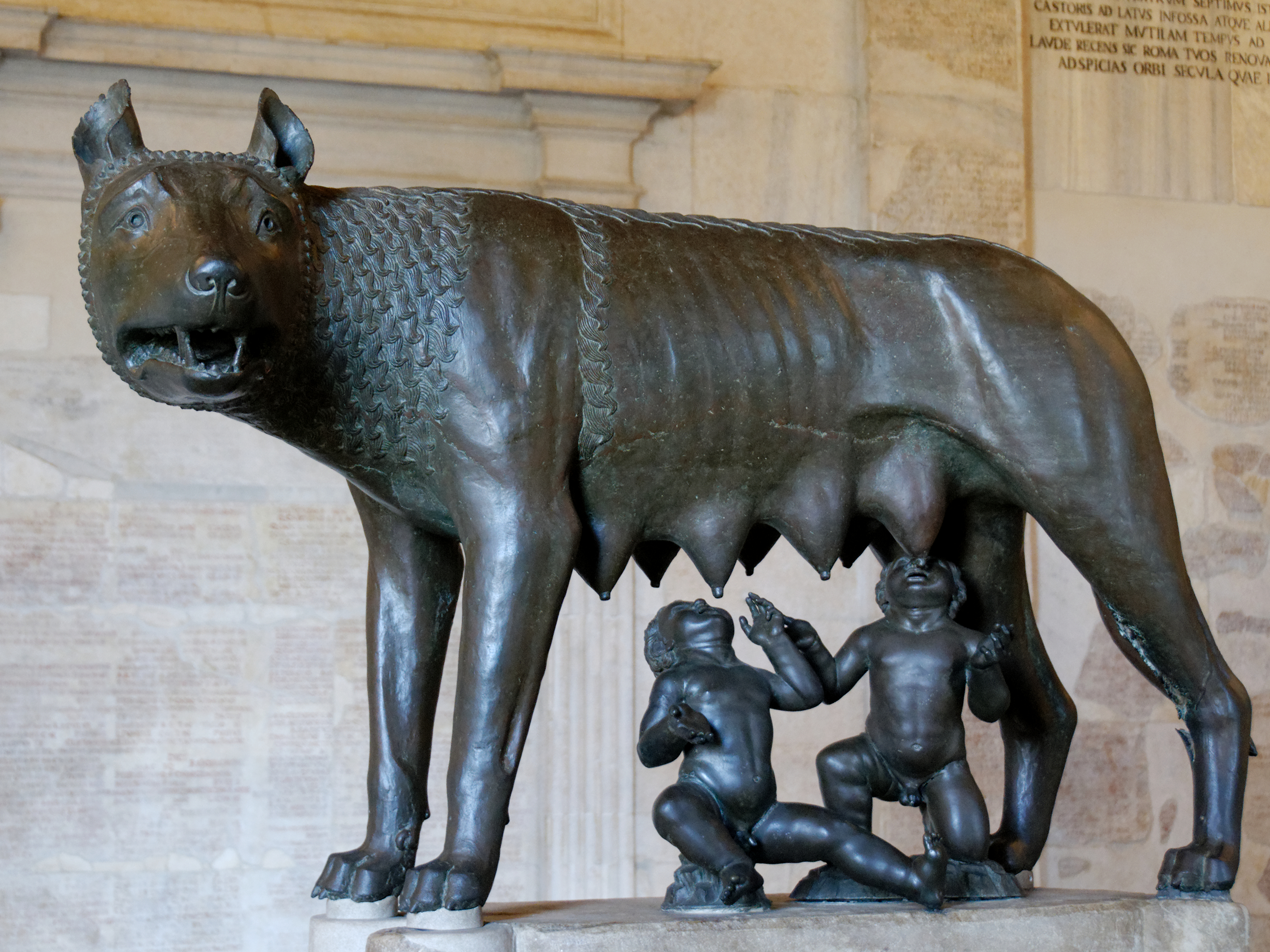
La Loba Capitolina.— Estatua etrusca del siglo V a. C. Las figuras de Rómulo y Remo son adiciones del Renacimiento.

De acuerdo con la leyenda, los Fabios sostenían descender de Hércules, que habría visitado Italia una generación antes de la guerra de Troya, y de Evandro, su anfitrión. Añadían, haber aprendido de él los ritos sagrados que desempeñaron durante siglos en su honor. Esto trajo a los Fabios a la misma tradición de los Pinarios y los Poticios, que decían descender de Hércules.
Otra leyenda temprana dice que en la fundación de Roma, los seguidores de Rómulo y Remo fueron llamados quintilios y fabios, respectivamente. Los hermanos ofrecieron sacrificios en la cueva del Lupercal en la base de la colina Palatina y éste es el origen de las Lupercales. Esta historia está ciertamente conectada con la tradición de que los dos colegios de lupercos lleven los nombres de estas antiguas gentes.
El nombre romano de los Fabios era originalmente Fovius, Favius o Fodius; Plinio el Viejo afirma que deriva de la Vicia faba, una planta de judías que se dice que los Fabios cultivaron por vez primera. Una explicación más rebuscada deriva el nombre de fovae, zanjas que los antepasados de los Fabios usaban para capturar lobos.
Es dudoso si Fabio es un nombre de origen latino o sabino. Niebuhr, seguido por Göttling, lo consideraba sabino, pero otros eruditos no están conformes con su razonamiento y apuntan a la leyenda que asocia a los Fabios con Rómulo y Remo, antes por tanto de la incorporación de los sabinos al estado romano.
Puede, no obstante, señalarse que, aun suponiendo que esta tradición esté basada en hechos históricos, los seguidores de los hermanos eran descritos como pastores y presumiblemente incluían a muchos de los pueblos que vivían en el territorio donde se construyó la ciudad de Roma. Las colinas de Roma estaban ya habitadas en ese tiempo, rodeadas por latinos, sabinos y etruscos. Aunque los seguidores de Rómulo y Remo fueran latinos de la antigua Alba Longa, pudo haber sabinos viviendo en los alrededores.